# Bobrîk Druhîi, Bârzula
Bobrîk Druhîi (în ucraineană Бобрик Другий) este un sat în comuna Liubașivka din raionul Bârzula, regiunea Odesa, Ucraina.

## Demografie
Componența lingvistică a localității Bobrîk Druhîi
     Ucraineană (96,39%)
     Română (2,41%)
     Rusă (1,1%)
Conform recensământului din 2001, majoritatea populației localității Bobrîk Druhîi era vorbitoare de ucraineană (96,39%), existând în minoritate și vorbitori de română (2,41%) și rusă (1,1%).